# Sebastian Nanasi
Algot Sebastian Nanasi (Kristianstad, 16 mei 2002) is een Zweeds voetballer die bij voorkeur als middenvelder speelt. Hij tekende in 2024 voor RC Strasbourg. In 2023 debuteerde hij voor Zweden.

## Clubcarrière
Nanasi scoorde achttien treffers in 68 competitieduels voor Malmö FF, dat hem tussendoor uitleende aan Varbergs BoIS en Kalmar FF. Op 23 augustus 2024 tekende de Zweeds international een vijfjarig contract bij RC Strasbourg, dat elf miljoen euro betaalde.

## Interlandcarrière
Op 9 januari 2023 debuteerde Nanasi voor Zweden in een oefeninterland tegen Finland. Drie dagen later scoorde hij zijn eerste interlanddoelpunt in een oefeninterland tegen Estland. Op 14 oktober 2024 scoorde Nanasi tweemaal in de UEFA Nations League C tegen Estland.